# スロベニア (小惑星)
スロベニア（英語：9674 Slovenija）は、小惑星帯にある小惑星である。スロベニアのチュルニ・ヴルフ天文台で発見された。
スロベニアに因んで命名された。スロベニア人が発見した最初の小惑星である。